# Leuvense universiteitsbibliotheken
De stad Leuven was niet alleen de zetel van drie opeenvolgende universiteiten, maar via hen ook van enkele prestigieuze universitaire bibliotheken.

## Bibliotheek van de oude Universiteit (Studium Generale Lovaniense)
Sinds de oprichting in 1425 van de oude Universiteit (Studium Generale Lovaniense) tot in 1636 was er geen officiële bibliotheek van de universiteit. Zonder twijfel hadden de studenten toegang tot handschriften en gedrukte boeken bewaard in de woningen van hun professoren en in de verschillende colleges en onderwijsinstellingen.
In 1636 kwam er in de Lakenhalle, onder impuls van professor Rega, een bibliotheek die een Centrale Bibliotheek genoemd kan worden. De ingang ervan was aan de Oude Markt.
Deze bibliotheek groeide tijdens de volgende eeuwen, en na de afschaffing van de Leuvense universiteit in 1797 werd ze in haar geheel door de Franse regering overgebracht naar de École centrale van Brussel. De meest waardevolle boeken en manuscripten werden naar Parijs en de Bibliothèque nationale (vroegere Bibliothèque Royale) overgebracht.
De oudere collecties, met veel manuscripten en de meest waardevolle werken van de universiteit waren al in de negentiende eeuw in de Bibliothèque nationale in Parijs terechtgekomen, terwijl het overige van de bibliotheek was overgedragen aan de École centrale van Brussel. De bibliotheek van de École centrale van Brussel kreeg ongeveer 80.000 delen, die na 1814 aan de Centrale Bibliotheek van Brussel werden overgedragen, en vervolgens in de Koninklijke Bibliotheek terechtkwamen.
Het is waarschijnlijk dat er tijdens de onzekere tijden na de Franse Revolutie heel wat boeken en waardevolle documenten stiekem een niet-officiële weg hebben gevolgd. In veel Europese bibliotheken vindt men inderdaad boeken en manuscripten die onmiskenbaar uit de Universiteit van Leuven komen, zoals het originele oprichtingscharter van 1425, dat zich in 1909 in het seminarie van 's-Hertogenbosch bevond of een incunabel die toebehoorde aan de rechtsgeleerde Henricus de Piro, die zich op het einde van de twintigste eeuw in de bibliotheek van Boedapest bevond.
De rijke archieven van de universiteit van Leuven bevinden zich tegenwoordig in het Rijksarchief in Leuven.
Rector Jan Frans van de Velde (1743-1823) was de laatste bibliothecaris van de bibliotheek van de Leuvense universiteit voor de verplichte sluiting van 1797.

## Bibliotheek van de Rijksuniversiteit Leuven
De Rijksuniversiteit Leuven werd opgericht in 1817 door koning Willem I der Nederlanden, die ook een bibliotheek heeft gesticht. In 1826 was de bibliothecaris Karl Bernhardi. Hij werd opgevolgd door P. Namur.
De kern van de collectie werd gevormd door de werken van de gemeentelijke bibliotheek die de stad Leuven aan de Rijksuniversiteit in 1817 overdroeg. Daarnaast ontving de Rijksuniversiteit van de regering de som van 20.000 gulden om de boekenverzameling aan te vullen.

## Bibliotheek van de KU Leuven

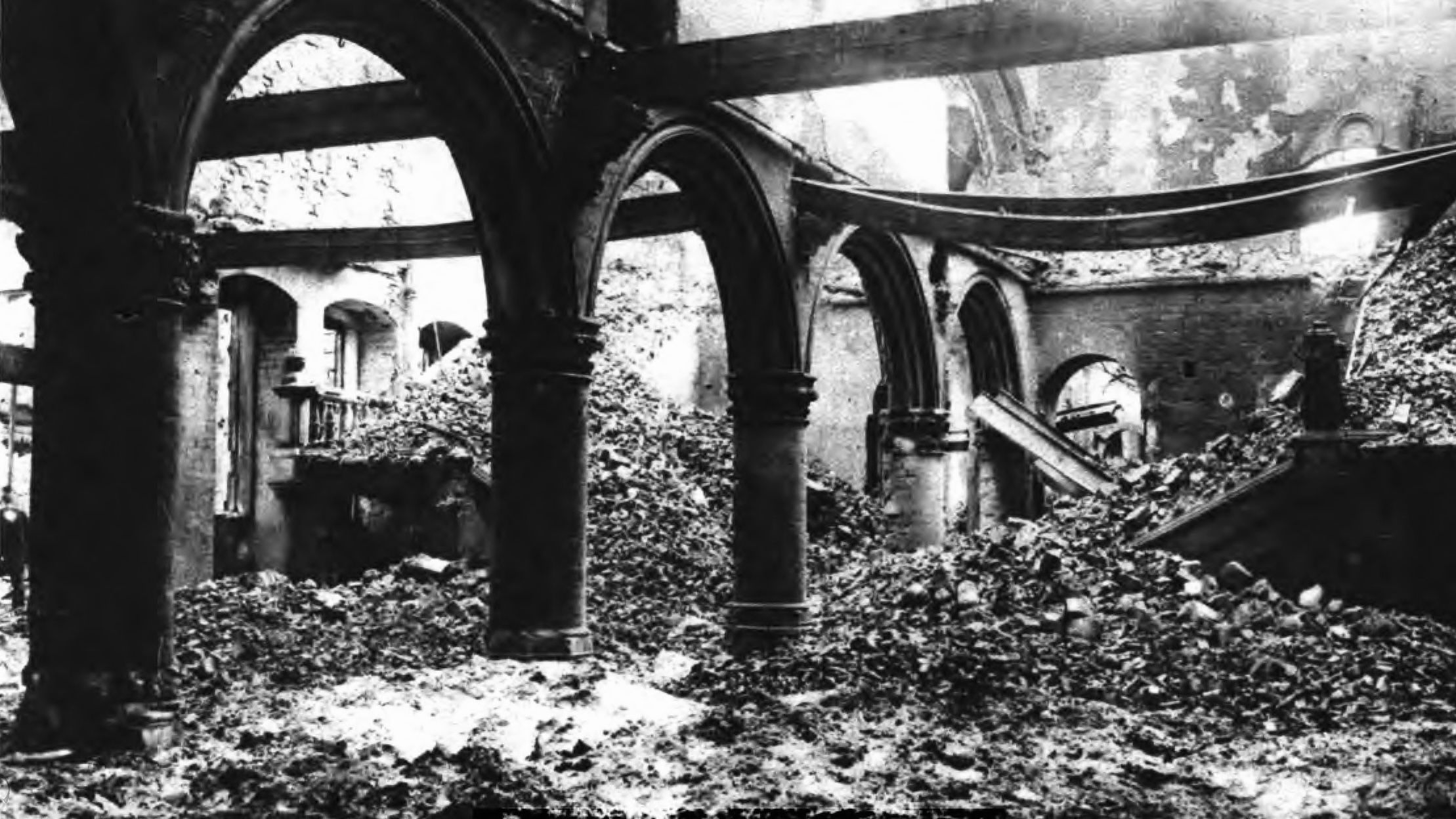
De puinen van de eerste bibliotheek van de KU Leuven, gelegen in een 17e-eeuws huis aan de Naamsestraat. Al de boeken die de KU Leuven vanaf 1835 verzameld had gingen in as.

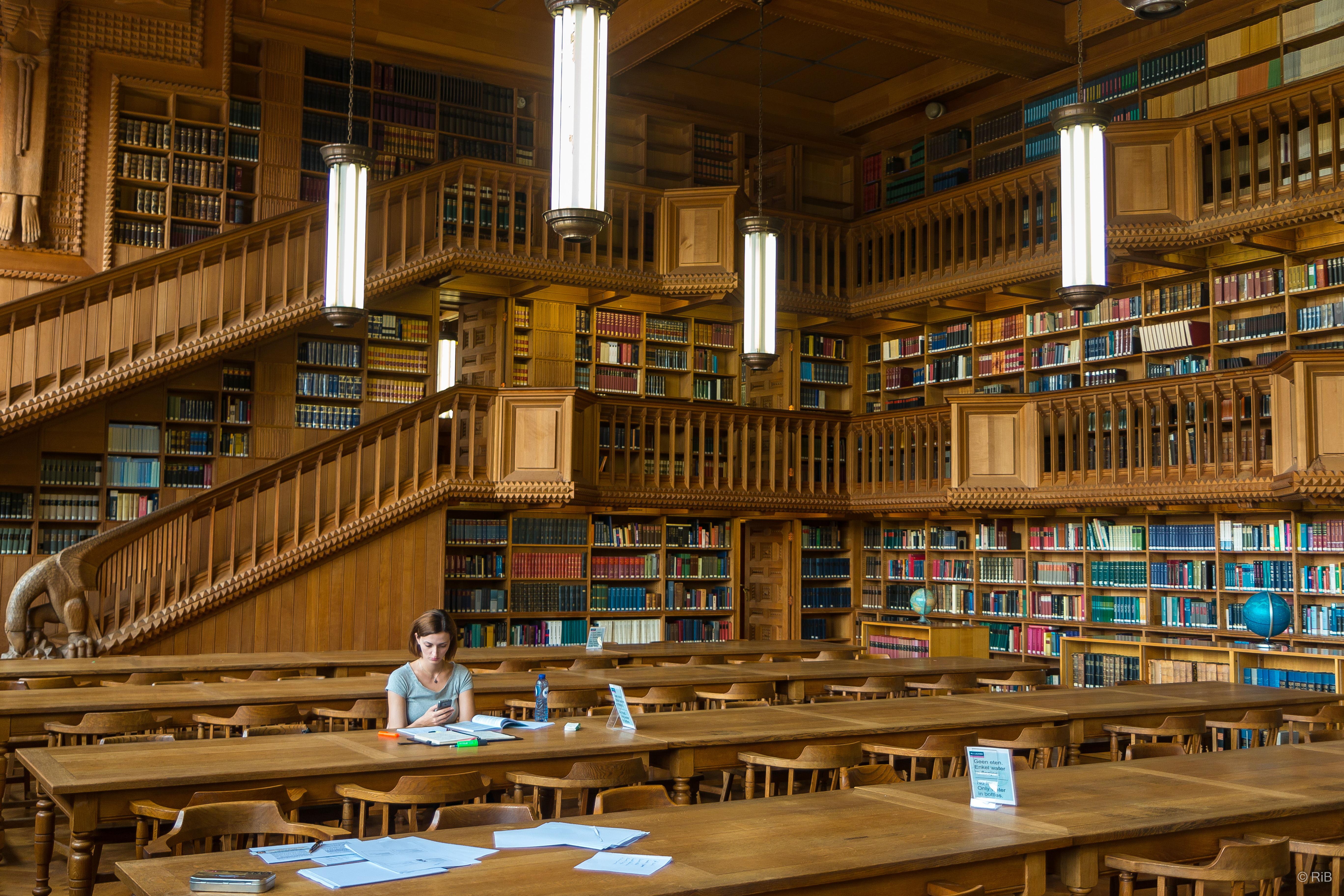
Grote Leeszaal van de bibliotheek van de KU Leuven

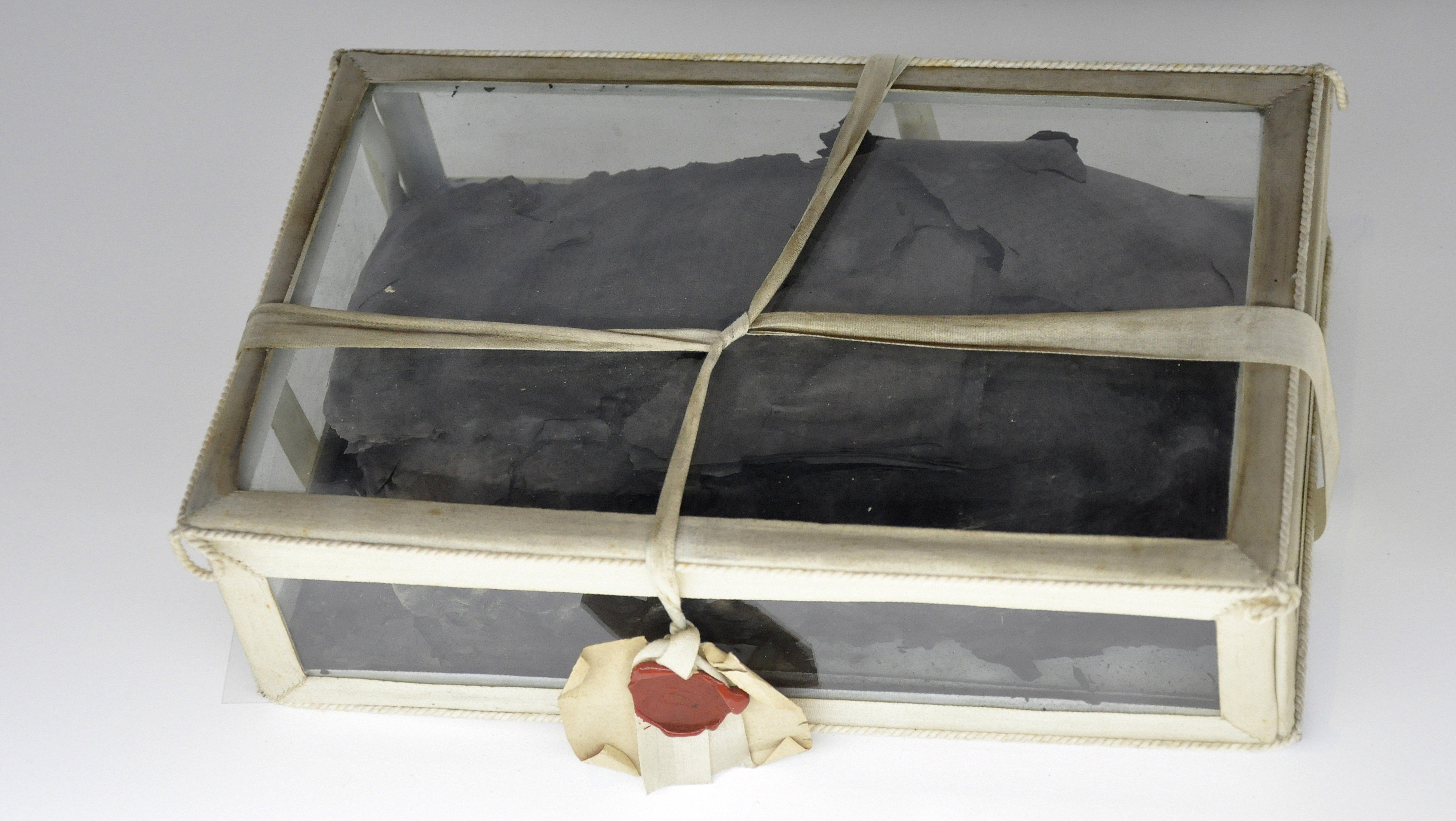
Resten van een boek na de brand op 29 augustus 1914

Na de oprichting van een katholieke universiteit, eerst in Mechelen (1834), vervolgens in Leuven (1835) werd werk gemaakt van het oprichten van een nieuwe bibliotheek. Ze kwam tot stand door aankopen en schenkingen en was weldra een van de belangrijkste van het land.
De verzameling was gehuisvest in een 17e-eeuws huis in de Naamsestraat. In augustus 1914 werd het bij het begin van de Eerste Wereldoorlog door de Duitse aanvaller platgebrand. Hierdoor ging een groot aantal boeken verloren. In de brand gingen ongeveer 300.000 geschriften en boeken in as op, waarvan vele onvervangbaar. Het betrof geschriften uit de oudheid, middeleeuwen en renaissance en een grote afdeling theologische werken en Gotische manuscripten. 
In tegenstelling tot wat velen denken, waren het niet de oudere collecties van boeken van de twee voorgaande universiteiten (oude Universiteit Leuven en Rijksuniversiteit Leuven) die in rook verdwenen, maar de collectie die door de nieuwe Katholieke Universiteit was opgebouwd vanaf 1834.
De aanslag van 1914 verwekte grote verontwaardiging in binnen- en buitenland en dankzij talloze, vooral Amerikaanse, inzamelacties, met de persoonlijke inzet van Herbert Hoover, voorzitter van de Commission for Relief of Belgium, kon in 1921 begonnen worden met de bouw van een nieuw bibliotheekpand aan wat nu het Ladeuzeplein is en van het hersamenstellen van een boekenverzameling.
De Universiteitsbibliotheek, een monumentale bibliotheek in Leuven, gelegen op het Mgr. Ladeuzeplein, werd ontworpen door Whitney Warren. Het neorenaissancistische gebouw werd opgetrokken tussen 1921 en 1928. Het gebouw was een gift van het Amerikaanse volk aan de stad Leuven en aan de KU Leuven.
De toren van het bouwwerk, geïnspireerd op de Giralda van Sevilla, is 87 meter hoog. Daarin bevindt zich een van de grootste beiaarden van Europa, in 1928 aangeboden door Amerikaanse ingenieurs ter herdenking van hun collega's die sneuvelden tijdens de Eerste Wereldoorlog. De beiaard had 48 klokken, volgens het aantal Amerikaanse staten. De basklok van 7 ton, die ook het uur slaat, draagt de naam Liberty Bell of Louvain en de vierde klok bevat een inscriptie die oproept tot vrede.
Tijdens de Slag om Leuven werd op 16 mei 1940 de Universiteitsbibliotheek zwaar beschadigd door een Brits-Duits artillerieduel, waarbij nagenoeg heel de boekencollectie (900.000 stuks) in de vlammen opging. Nadien beschuldigden Duitsland en het Verenigd Koninkrijk elkaar van het plegen van deze feiten. Na de Tweede Wereldoorlog werd opnieuw gewerkt aan de reconstitutie van de boeken- en tijdschriftenverzamelingen. Het gebouw zelf werd vrijwel volledig hersteld volgens de originele plannen. In 1987 werd het bij Koninklijk Besluit beschermd als monument. Van 1999 tot 2003 greep een grondige restauratie plaats van gevels en daken.
Vanaf 1970 werd de collectie van de universiteitsbibliotheek verdeeld als gevolg van de splitsing van de universiteit. In het overgrote deel van de gevallen gebeurde dit in onderling akkoord. In een klein aantal gevallen geraakte men het niet eens en werd besloten de boekenreeksen met oneven magazijnnummers in Leuven te houden en die met even magazijnnummers naar Louvain-la-Neuve over te brengen. De huidige collectie in Leuven telt ongeveer vier miljoen boekwerken.

## Trivia
- Samen met de restauratie van het gebouw na de Eerste Wereldoorlog werd ook de beiaard gerestaureerd, eveneens met gulle Amerikaanse giften.
- Op 26 april 2010 beklom een 21-jarige jongeman uit Kessel-Lo de voorgevel van de bibliotheek. Toen hij zich optrok aan de houten lans van het standbeeld van Sint-Joris, brak een stuk af. De jongeman viel van 20 meter hoog en kwam terecht op de stoep van het Ladeuzeplein, waar zijn vrienden stonden. De jongeman was op slag dood en alle hulp was vergeefs.